# ایندیان بی (آرکانزاس)
ایندیان بی (به انگلیسی: Indian Bay) یک منطقهٔ مسکونی در ایالات متحده آمریکا است که در شهرستان مونرو، آرکانزاس واقع شده‌است. ایندیان بی ۴۶٫۹۴ متر بالاتر از سطح دریا واقع شده‌است.